# إليانور ماغواير
إليانور آن ماغواير (بالإنجليزية: Eleanor Anne Maguire) هي عالمة أعصاب وأكاديمية أيرلندية، من مواليد 27 مارس 1970  في دبلن. ماغواير هي أيضا أستاذة علم الأعصاب المعرفي بكلية لندن الجامعية منذ سنة 2007  وزميلة باحثة رئيسية في مؤسسة ويلكم تراست.

## النشأة والتعليم
ولدت إليانور ماغواير في دبلن الأيرلندية بحلول 27 مارس 1970. بعد إكمالها لدراساتها الأولية انتقلت ماغواير لدراسة علم النفسفي كلية دبلن الجامعية، التي تخرجت منها في سنة 1990 حاصلة درجة البكالوريوس في الآداب. انتقلت بعدها لدراسة علم النفس العصبي السريري والتجريبي في جامعة سوانسي، أين حصلت على درجة الماجستير في العلوم بحلول سنة 1991.
بدأت ماغواير في وقت لاحق العمل على درجة الدكتوراه في الفلسفة (PhD) الخاصة بها بكلية دبلن الجامعية،  في أيرلندا.حيث اهتمت ماغواير خلال ذلك بالأساس العصبي للذاكرة أثناء عملها مع المرضى باعتبارها أخصائية في الأمراض العصبية بمستشفى بومونت في العاصمة دبلن. بحلول سنة 1994 أكملت أخيرا عملها على أطروحة الدكتوراه الخاصة بها.

## المسيرة المهنية
ماغواير حاصلة على زمالة أبحاث رئيسية في ويلكم تراست، وهي كذلك أستاذة في علم الأعصاب المعرفي في مركز ويلكم تراست للتصوير العصبي التابع لكلية لندن الجامعية،  حيث تشغل أيضا منصب نائب المدير. كما تدير أيضا «مختبر أبحاث الذاكرة والحيز» التابع للمركز. بالإضافة إلى ذلك، هي عضو فخري في قسم علم النفس العصبي في المستشفى الوطني لأمراض الأعصاب وجراحة الأعصاب.
لاحظت ماغواير خلال أبحاثها رفقة زملائها أن مجموعة من المناطق الموزعة في الدماغ هي من تدعم الذاكرة البشرية ذاكرة عرضية (السيرة الذاتية)، التي تمثل الذاكرة التي يتم فيها تسجيل الأحداث اليومية الشخصية،  وأن هذه الشبكة الدماغية هي نفسها التي يتم توظيفها في التجوال في الفضاء واسع النطاق بالإضافة الوظائف المعرفية المتنوعة الأخرى مثل الخيال والتفكير في المستقبل. تركز ماجواير في بحثها على وضع الذاكرة العرضية في سياق الإدراك الأوسع لفهم لمناطق الدماغ المعروفة، وربما العمليات المشتركة فيما بينها، دعم هذه الوظائف المتباينة. وبهذه الطريقة، تأمل في الحصول على رؤى جديدة وأساسية حول الآليات المعنية.
لتحقيق أهدافهم، تستخدم ماجواير وفريقها تقنية التصوير بالرنين المغناطيسي والنمذجة العالية الدقة للدماغ بالتزامن مع إجراء اختبارات سلوكية وفحص نفسي عصبي لمرضى فقدان الذاكرة. كما يستعينون بشكل رئيسي بنماذج تجريبية لبيئة حقيقية لفحص العلاقات التي تنشأ بين السلوك والدماغ؛ تتضمن استخدام الواقع الافتراضي لفحص القدرة على استعاب البيئة والملاحة،  وللتحقق في الذاكرة العرضية للتجارب الشخصية السابقة للأفراد، وقدرتهم على تخيل المشاهد والأحداث الخيالية والمستقبلية. لعل أشهرها هو سلسلة دراساتها عن سائقي سيارات الأجرة في لندن،  حيث قامت بتوثيق التغييرات الحاصلة في هيكل الحصين المرتبطة باكتساب معرفة بتخطيط شوارع لندن. تبين في الأخير وفقا لنتائج الدراسة أن حجم المادة الرمادية في الحصين تكون أكبر لدى سائقي سيارات الأجرة. حيث أن سبب هذه الخاصية وفق الدراسة دائما هو التدريب المستنر الذي يتلقاه سائقو سيارات الأجرة قبل مباشرة عملهم. ماغواير لها أعمال أخرى أيضا، مثل تلك التي أظهرت أن المرضى الذين يعانون من فقدان الذاكرة لا يمكنهم تخيل المستقبل،  التي صنفت قبل عدة سنوات باعتبارها واحدة من اختراقات العام العلمية؛  بالإضافة إلى دراساتها الأخرى التي تثبت أنه من الممكن فك رموز ذكريات الأفراد انطلاقا من نمط نشاط الرنين المغناطيسي الوظيفي في منطقة الحصين (قرن آمون).
يرتكز اهتمام ماغواير بشكل رئيسي على دراسة الحصين، وهي بنية دماغية معروفة بأنها ضرورية للتعلم والذاكرة، وبالموازات مع ذلك تستكشف أيضا أدوار كل كل من التلفيف المجاور للحصين والقشرة الفكرية (بالإنجليزية: retrosplenial cortex) وقشرة الجبهة الأمامية البطنانية الإنسية. كما أشرفت أيضا على العديد من طلاب الدكتوراه بمن فيهم ديمس هاسابيس.